# دنيا حيالي
دنيا حيالي (بالألمانية: Dunja Hayali)‏ (6 يونيو 1974م -) مذيعة وصحفية واعلامية ألمانية عراقية الأصل، ولدت في مدينة داتلن الألمانية في ولاية الراين الشمالي. نقلها عملها الصحافي في إذاعة الدويتشة فيلله (صوت ألمانيا الحر) إلى برلين مع كلبتها «إيما» حيث عاشت طوال السنتين الماضيتين في الحي العمالي «كرويستيبيرغ». جاءت إلى ألمانيا في منتصف السبعينات حينما كانت العوائل العراقية في ألمانيا لا تزيد عن عدة مئات، ومعظم ممثليها من الراغبين بدراسة الطب في ألمانيا.
وتصفها صحيفة «هامبورغر ابندبلات» بأنها جريئة، مباشرة ومثقفة ورياضية. اكتشفها كلاوس كليبر، مدير برامج الأخبار في القناة الثانية، من خلال عملها الصحفي السابق في صوت ألمانيا الحر، القسم الرياضي.
درست في المعاهد الرياضية وتخصصت في قسم الاتصالات والعلاقات الرياضية وقضت فترة شبابها الأولى في منطقة الرورالتي تضم فرق دورتموند وشالكة وبوخوم وبيلفيلد وصولا إلى كولون على الراين. وعملت دنيا كمذيعة ومعلقة رياضية في البرامج الرياضية في صوت ألمانيا الحر قبل أن تنتقل إلى التلفزيون.

## جائزة الكامرة الذهبية
حصلت دنيا الحيالي عل جائزة الكامرة الذهبية في العام 2016 ، وتمنح مجلة “هورتسو” التليفزيونية هذه الجائزة سنوياً منذ عام 1965، لتكريم المبدعين سواء على المستوى المحلي أو الدولي عن أعمالهم البارزة في مجالات فنون التليفزيون والسينما والترفيه، وقالت لجنة تحكيم الجائزة، إن “حيالي” كرٌمت على تغطيتها الموضوعية لأزمة اللاجئين، مشيرة إلى أنها “تطرح أسئلة واضحة وتواجه محاوريها الذين لديهم أيضاً إجابات متضاربة، وتوجه اهتمامها إلى الحقائق، دون أن تسلط الضوء على نفسها”.